# Museo ferroviario di Trieste Campo Marzio
Il Museo ferroviario di Trieste Campo Marzio è un museo triestino dedicato alla storia delle ferrovie del Friuli e della Venezia Giulia, e i relativi mezzi di locomozione, personale, sistemi di manutenzione e gestione. Sito nell'ex stazione ferroviaria di Campo Marzio, il museo è uno dei pochi in Italia completamente dedicati alle "strade ferrate".

## Storia
Il museo sorge l'8 marzo 1984 per l'iniziativa di un gruppo di volontari della "sezione appassionati trasporti" del Dopolavoro Ferroviario di Trieste.
Il numero di oggetti esposti nel museo, inizialmente limitato, aumenta con le donazioni di reperti da parte di altri appassionati della storia delle ferrovie, fino a giungere a una collezione che, per quantità e qualità, è una vera "testimonianza storica" di un periodo che va dalla prima metà dell'Ottocento alla prima metà del Novecento.
Il 18 luglio 2017 il museo è stato chiuso per importanti lavori di restauro da parte della Fondazione FS Italiane.

## Il museo

### La sede
Il museo ha sede nell'ex stazione ferroviaria di Campo Marzio, a Trieste.
La prima stazione edificata sul luogo fu quella di Trieste Sant'Andrea aperta nel 1887 come capolinea della Ferrovia Trieste-Erpelle e che da quella stazione lungo la ferrovia Istriana permetteva di raggiungere Pola e Rovigno (attualmente in territorio croato). Nel 1902 si attestò in questo impianto anche la linea a scartamento ridotto della Parenzana.
L'edificio attuale fu costruito tra il 1901 e il 1906 su progetto dell'architetto Robert Seelig in quanto la stazione di Sant'Andrea era stata scelta come capolinea dell'importante ferrovia statale chiamata Ferrovia Transalpina, che congiungeva Trieste con il territorio interno austriaco e che, grazie ad alcune ramificazioni, arrivava a Vienna e Salisburgo. Questo nuovo impianto ferroviario era secondo per dimensioni e volume di trasporti solo all'odierna Stazione Centrale. Sotto l'esercizio FS (succedute alle KKStB) l'impianto mutò il nome originale da Triest Staatsbahnhof (Trieste Stazione dello Stato) in Trieste Campo Marzio.
La stazione è ancora dotata di quattro binari: alcuni tronchi e inutilizzati, altri che invece ospitano locomotive e tram d'epoca, facenti anch'essi parte della collezione museale che facevano parte della rete tranviaria locale.

### L'esibizione permanente

#### L'interno
La vasta collezione del museo, comprendente cimeli storici di vario tipo, è ospitata in varie sale dell'ala un tempo dedicata ai passeggeri.
Nel primo salone, quello principale, decorato in stile liberty, trovano posto molte fotografie (specialmente d'epoca), rappresentanti i mezzi e le stazioni del "periodo d'oro" delle ferrovie friulane, alcuni tracciati in scala funzionanti e altri cimeli che, per le loro dimensioni, necessitano di un'area adeguata.
Nel corridoio principale vi sono reperti di piccole dimensioni, dedicati soprattutto al personale delle stazioni: vi trovano posto, per esempio, indumenti, documenti vari che spaziano da orari a schemi di funzionamento di locomotive e, particolarmente interessante, la ricostruzione di una biglietteria dei primi del '900.
Vi sono poi altre sale laterali, che ospitano reperti aventi come tema le tranvie triestine, i sistemi di manutenzione dei binari, la gestione dei tracciati. Di particolare interesse sono un grande diorama in scala H0 e la ricostruzione dell'ufficio di un capostazione.

#### L'esterno
All'esterno del museo, sui binari, sono esposti locomotori, carrozze e tram d'epoca, alcuni di questi funzionanti.
Di particolare interesse, vi sono le antiche locomotive dell'800, alcune anche di grandi dimensioni; un veicolo ferroviario corazzato tedesco della Seconda guerra mondiale, e un'elettromotrice appartenente alla serie delle ALe 840.
Nei pressi dei binari, inoltre, sono rimaste ancora le attrezzature d'epoca, come un serbatoio idrico per i treni a vapore e segnali di transito.

## Galleria d'immagini

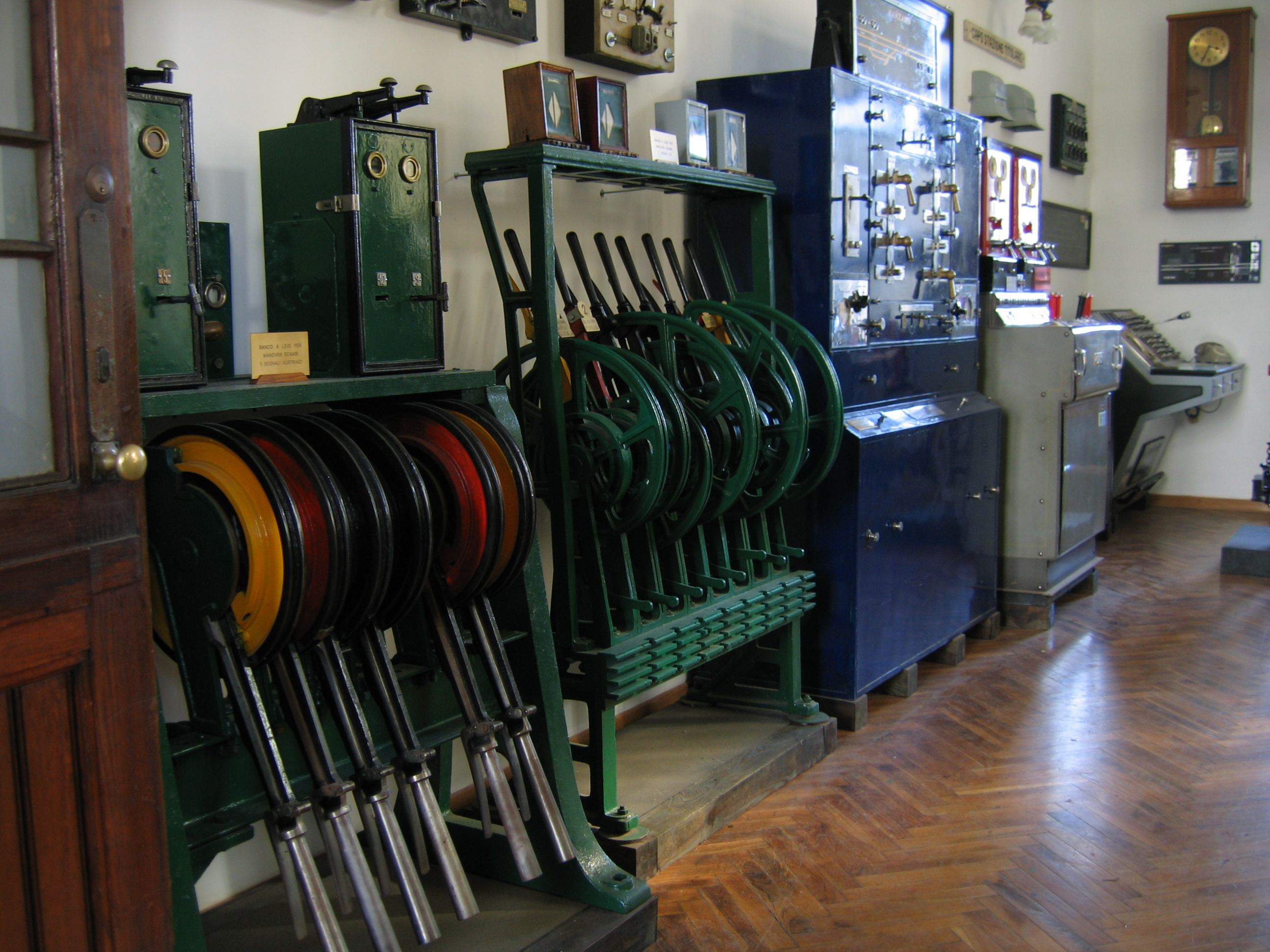
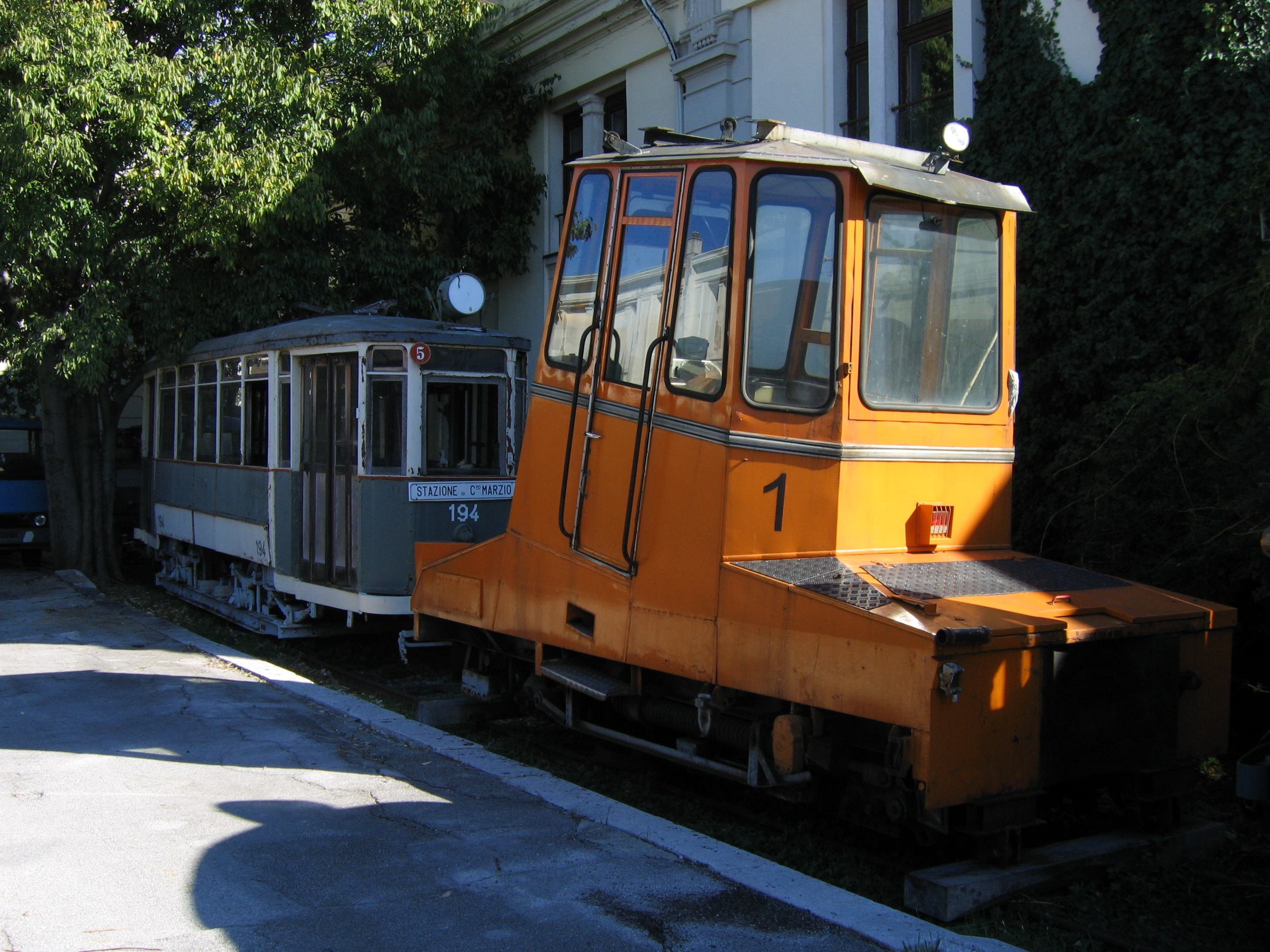
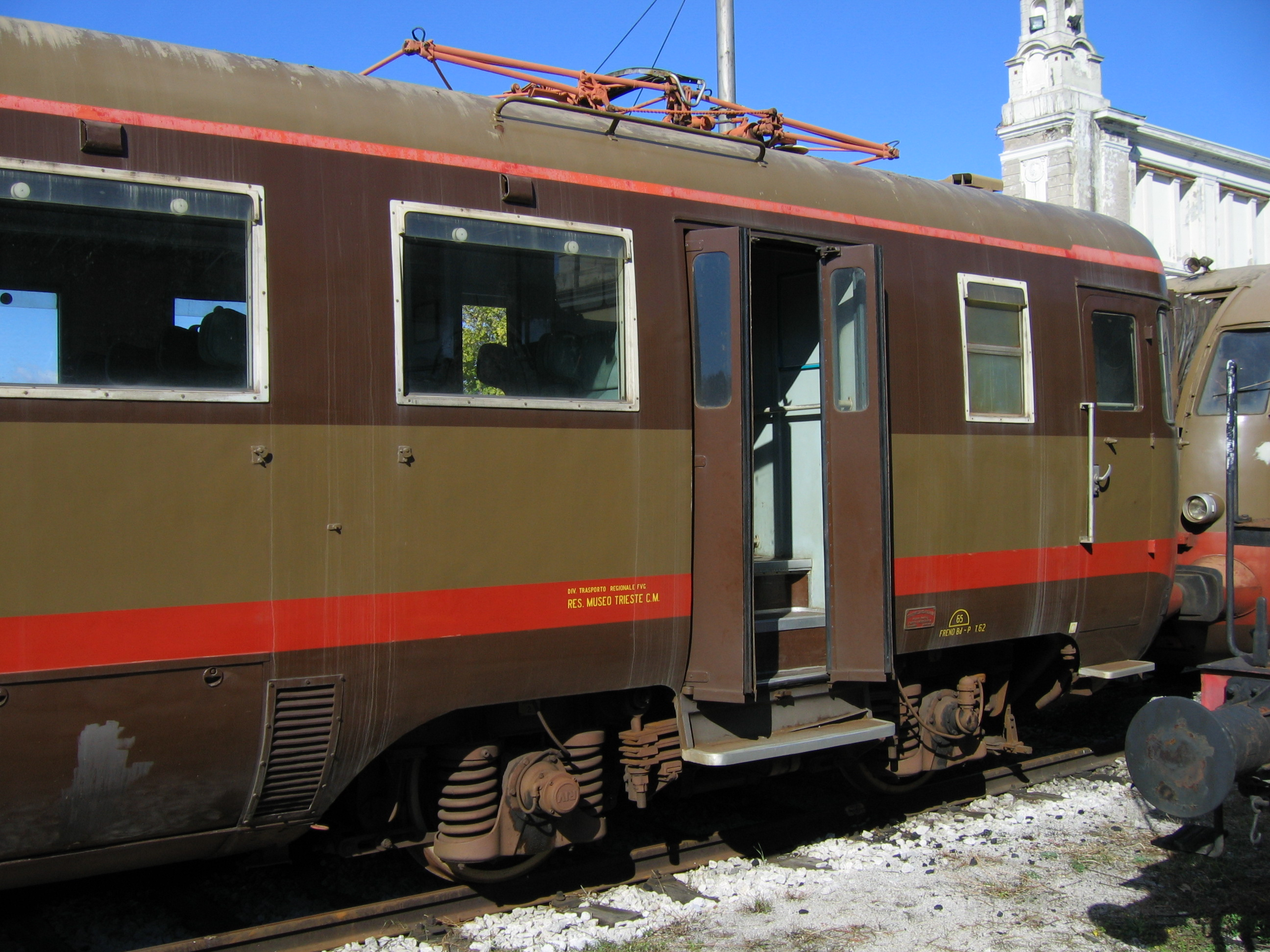
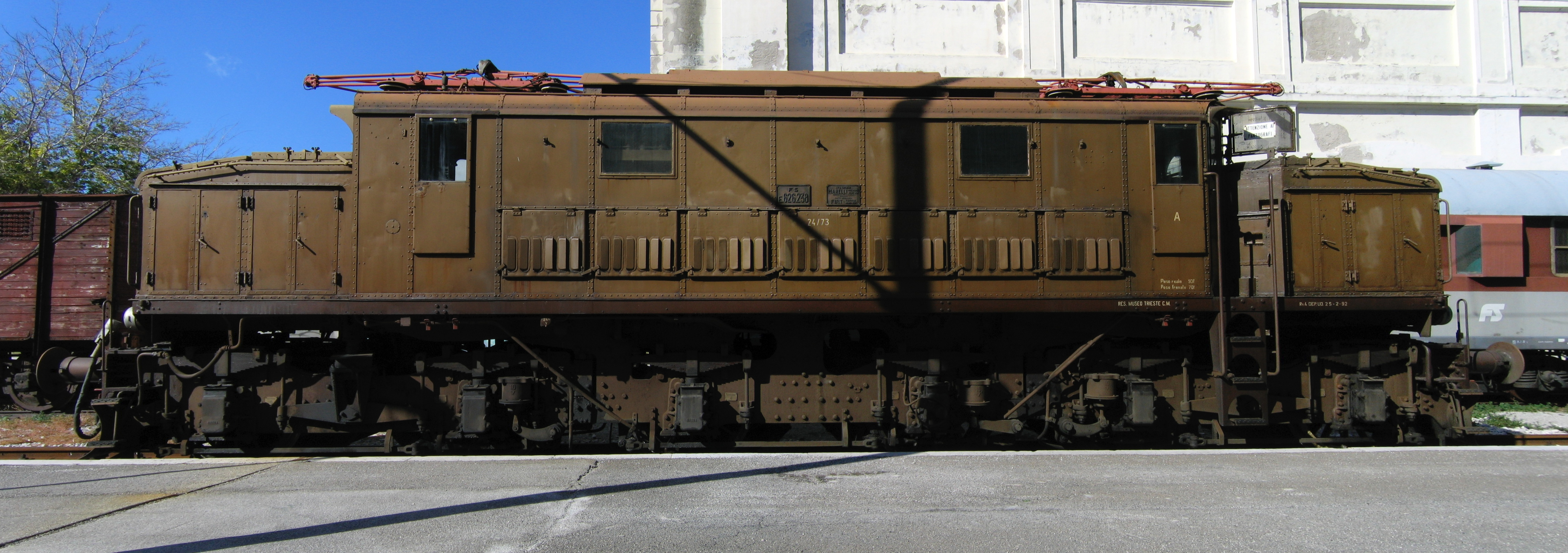